# Politico
Politico, trước đây là The Politico, là một công ty báo chí chính trị Mỹ có trụ sở tại quận Arlington, Virginia, có khuynh hướng bao gồm chính trị và chính sách ở Hoa Kỳ và quốc tế. Công ty phân phối nội dung thông qua trang web, truyền hình, báo chí, đài phát thanh và podcast. Hoạt động của họ ở Washington, D.C., phạm vi hoạt động của họ tập trung vào các chủ đề như chính phủ liên bang, chính sách ở Hoa Kỳ và quốc tế, vận động hành lang và các phương tiện truyền thông.
Được thành lập bởi chủ ngân hàng người Mỹ Robert Allbritton vào năm 2007, nó đã được mua lại bởi Axel Springer SE, một nhà xuất bản của Đức vào năm 2021. Axel Springer là nhà xuất bản báo lớn nhất châu Âu và trước đó đã mua lại Insider. Về mặt tư tưởng, phổ chính trị của báo đã được mô tả là nghiêng về bên trái của trung tâm (trung tả)  hoặc "chừng mực".

## Tạp chí Politico
Tháng 11 năm 2013, Politico phát hành tạp chí Politico Magazine (ISSN 2381-1595), xuất bản trực tuyến và bản in ấn hai tháng một lần . Trái ngược với việc Politico tập trung vào "chính trị và mâu thuẫn về chính sách" và tin nóng, Tạp chí Politico tập trung vào "báo cáo theo phong cách tạp chí có tác động cao", chẳng hạn như báo chí dạng dài . Biên tập viên đầu tiên của tạp chí Politico là Susan Glasser, người đã xuất bản trên tạp chí Foreign Policy .
Sau khi Glasser thăng chức thành biên tập viên của Politico, Garrett Graff được trao là biên tập viên, tiếp theo là Stephen Heuser. Vào tháng 12 năm 2016, Blake Hounshell được bổ nhiệm làm tổng biên tập mới của tạp chí .
Cùng với một đối tượng miễn phí nhắm mục tiêu của khoảng 30.000 độc giả, Tạp chí Politico có sẵn thông qua đăng ký với $ 200 mỗi năm . Nội dung từ tạp chí Politico cũng có thể truy cập trực tuyến .